# Valle de San Juan (Tolima)
Valle de San Juan is een gemeente in het Colombiaanse departement Tolima. De gemeente, gelegen op de oostelijke hellingen van de Cordillera Central, telt 6131 inwoners (2005). De belangrijkste economische sector van de gemeente is de maïsteelt.
Alpujarra · Alvarado · Ambalema · Anzoátegui · Armero · Ataco · Cajamarca · Carmen de Apicalá · Casabianca · Chaparral · Coello · Coyaima · Cunday · Dolores · Espinal · Falan · Flandes · Fresno · Guamo · Herveo · Honda · Ibagué · Icononzo · Lérida · Líbano · Mariquita · Melgar · Murrilo · Natagaima · Ortega · Palocabildo · Piedras · Planadas · Prado · Purificación · Rioblanco · Roncesvalles · Rovira · Saldaña · San Antonio · San Luis · Santa Isabel · Suárez · Valle de San Juan · Venadillo · Villahermosa · Villarrica